# Wilhelm IV. (Toulouse)
Wilhelm IV. (* um 1040; † 1094) war Graf von Toulouse und Markgraf der Provence von 1060 bis 1094. Er folgte seinem Vater Pons bei dessen Tod. Seine Mutter war Almodis de la Marche, die von Raimund Berengar I., Graf von Barcelona, entführt und geheiratet wurde, als Wilhelm noch ein Kind war. Er wurde mit Emma von Mortain verheiratet, Tochter des Grafen Robert von Mortain, des Halbbruders Wilhelm des Eroberers. Aus dieser Ehe ging als einziges überlebendes Kind die Tochter Philippa hervor. 
Nach zwei Ehen und zwei Söhnen, die beide nicht überlebten, war er in der Situation, keinen männlichen Erben zu haben. Um seinen Besitz nicht einer Frau zu hinterlassen, verheiratete Wilhelm 1086 eine Tochter, die zwölfjährige Philippa an Sancho I., König von Aragón, die er mit einer so umfangreichen Mitgift ausstattete, dass er hoffen konnte, sie würde keine Ansprüche auf Toulouse erheben.
Zwei Jahre später, 1088, löste Wilhelm sein Nachfolgeproblem auf unkonventionelle Weise. Er kündigte an, ins Heilige Land zu ziehen und seinem Bruder Raimund von Saint-Gilles das Land zur Regentschaft anzuvertrauen, wobei er deutlich machte, dass er nicht wieder zurückkehren würde. Als er sechs Jahre später gestorben war, war sein Bruder in der Lage, die Macht endgültig zu übernehmen, während seine Tochter, deren Ehemann in Kämpfen mit den Mauren verstrickt war, nur noch protestieren konnte.